# Carlos Daniel Hidalgo
Carlos Daniel Hidalgo Cadena (Pasto, Colombia, 25 de abril de 1986) es un exfutbolista colombiano que jugaba como delantero y su último equipo fue el Deportivo Pasto de la Categoría Primera A colombiana. Reconocido como el caballero del gol.

## Trayectoria

### Primeros años
Carlos Daniel pateó sus primeros balones a los cinco años de edad. En esa época entró a la escuela Lorenzo de Aldana y luego de jugar en el Club Javeriano y en la selección del colegio Champagnat, llegó a la selección Nariño. Ahí, el técnico de la selección juvenil nacional, Reinaldo Rueda, se fijó en él y lo incluyó en una convocatoria. Eso llamó la atención de Néstor Otero, quien lo llevó al Deportivo Pasto en el año 2002, a los dieciséis años.

### Deportivo Pasto 2002-2004
Hidalgo se inició como futbolista profesional en 2002 en el club de su ciudad natal, el Deportivo Pasto. Ese año las continuas convocatorias al seleccionado juvenil nacional lo alejaron del campeonato, jugando solo dos partidos en el equipo que salió subcampeón del Torneo Finalización 2002 con Néstor Otero. Carlos Daniel debutó con el Pasto el 22 de septiembre de 2002, en un encuentro por la fecha doce del campeonato local ante el Deportes Tolima; con ello se convirtió en el futbolista más joven en disputar un encuentro con el primer equipo en Primera División, a la edad de 16 años y 147 días. También se convirtió en el anotador de menor edad en la historia del Pasto después de marcar en el partido ante el Independiente Santa Fe, en su debut oficial en el Estadio Libertad en el partido válido por el Torneo Apertura 2003 (1-0).
El Torneo Finalización 2003 lo jugó después de llegar del seleccionado nacional de Colombia como uno de los máximos goleadores del Mundial sub-17 de Finlandia. Carlos Daniel participó en doce partidos y estuvo a punto de disputar la final del torneo con el Deportivo Pasto. El 15 de enero de 2004 abandonó el club para probarse en el fútbol suizo. A punto de cumplir dieciocho años estuvo tres meses en Berna entrenando con el B. S. C. Young Boys de la Bundesliga suiza pero no se dio un arreglo para quedarse y regresó al Pasto para afrontar el torneo finalización del 2004. El año siguiente sonó para jugar en C. A. Rosario Central de Argentina pero de nuevo su deseo de jugar en el extranjero no se pudo dar por problemas entre su familia, su empresario y el Deportivo Pasto. Al no llegar a un acuerdo decidió aceptar la oferta del Deportes Quindío donde actuó un año.

### Deportes Quindío
En el año 2005 lo fichó el Deportes Quindío, donde tuvo buenas actuaciones e hizo parte de la delantera en el primer semestre junto a Hugo Rodallega. En la última fecha del Torneo Apertura el Quindío ganó al Deportivo Pasto con un gol suyo desde larga distancia que dejó a su primer equipo fuera de los cuadrangulares semifinales. En total jugó veintitrés de los treinta y seis partidos que disputó el equipo de Armenia ese año y anotó seis goles.

### Santa Fe 2006
Para el Torneo Apertura 2006 pasó al Independiente Santa Fe. Cercano a cumplir los diecinueve años, jugó con este equipo su primer partido internacional con un club, el 16 de febrero de 2006, en la Copa Libertadores de América frente al Club Bolívar de Bolivia. Hidalgo entró al empezar el segundo tiempo al sustituir a John Alex Cano y fue partícipe de la jugada con la que el Santa Fe empató el partido a dos tantos al minuto 55 por medio de David Montoya. En total jugó cinco partidos de los ocho que disputó Santa Fe en la Copa, uno como titular y cuatro entrando desde el banco. En el torneo local el equipo dirigido por Germán González, en un comienzo, y Ricardo Gareca, después, terminó 14.º y esta situación motivó su regreso al Pasto la siguiente temporada.

### Deportivo Pasto 2006-2007
Hidalgo volvió al Pasto un año y medio después para afrontar el Torneo Finalización 2006, equipo campeón del apertura. Con Santiago Escobar en el banco, no tuvo mucha continuidad pero en la siguiente temporada tuvo su desquite. En el año 2007 disputó la Copa Libertadores de América, donde no le fue bien a su equipo, pero en el Torneo Finalización 2007 fue el máximo goleador del Deportivo Pasto, con trece anotaciones. Junto al delantero paraguayo Carlos Villagra comparte el título de máximo anotador en torneos cortos en el Deportivo Pasto.
Alcanzó la marca de cien partidos en la Primera División colombiana el 16 de septiembre de 2007, en el partido que enfrentó al Pasto con La Equidad.
Luego de una gran campaña en 2007, fue pedido por muchos sectores del periodismo nacional para la delantera del tricolor colombiano pero el técnico Lara no lo llamó. Pese a ello, se le abrieron las puertas hacia el extranjero, fichándole el Real Sporting de Gijón de la Segunda División española en préstamo para la temporada 2007-08.

### Real Sporting de Gijón
Antes de finalizar el año 2007, el equipo español Real Sporting de Gijón, de la Segunda División, lo fichó para afrontar la segunda parte de la temporada 2007-08. A préstamo, el Sporting pagó 180 000 euros por la operación, dinero que se repartió en mayor parte al empresario del jugador, Jorge Guerrero, y en un porcentaje más bajo, al Deportivo Pasto y a su familia. El 17 de enero de 2008 fue presentado en su nuevo club y pudo debutar en la Liga el 3 de febrero, en el partido que su equipo disputó frente a la U. D. Las Palmas en el estadio El Molinón. Durante su etapa en Gijón sólo consiguió anotar un tanto, logrado ante el Málaga C. F. en la jornada 33 de la Liga, al minuto 92, en el partido que su equipo perdió 3-2 como visitante. Al acabar la competición regresó a su club de origen, el Deportivo Pasto, al no haber realizado el conjunto asturiano la opción de compra que tenía sobre él.

### Independiente Medellín
Hidalgo llegó como refuerzo al Independiente Medellín en julio de 2008 en calidad de cedido. Con el equipo dirigido por el técnico Santiago Escobar, quien ya fue su entrenador en el Deportivo Pasto, su club de origen, jugó dos temporadas y actuó en la Copa Libertadores 2009.

### Deportivo Pasto
Para el Torneo Finalización 2009 regresó al Deportivo, urgido por su situación en la tabla del descenso. Formó un gran grupo junto a varios jugadores insignias del equipo como Germán Centurión, Hugo Pablo Centurión y Ferley Villamil bajo el mando de Jorge Bernal, pero no consiguió mantener la categoría. No obstante, disputó la final de la Copa Colombia 2009, enfrentando a doble partido al Independiente Santa Fe. Hidalgo aportó cinco goles en las fases finales pero una sanción por acumulación de tarjetas no le permitió jugar el partido decisivo en Bogotá y su equipo perdió la final por penales 5-4. En total, disputó noventa partidos de la Categoría Primera A con el Pasto y anotó veintinueve goles.
En 2010, dejó de nuevo el Pasto y partió al Santa Fe, donde jugó el Torneo Apertura. La falta de continuidad en el equipo por una lesión de rodilla le obligó a parar por seis meses y decidió retornar al Pasto, donde aportó goles decisivos para llegar al partido final por el ascenso pero el equipo no logró retornar a la Primera División.

### Atlético Bucaramanga
El 9 de enero de 2013 se convirtió en nuevo refuerzo del Atlético Bucaramanga.

### Lobos BUAP, Real Potosí y Sonsonate
En 2014 jugó en el Lobos de la BUAP de la Liga de Ascenso de México, antes de militar en el Club Real Potosí al año siguiente. En 2016 jugó en el Sonsonate F. C. de la Primera División de El Salvador.

### Regreso al Deportivo Pasto
Para la temporada 2019, volvió al Deportivo Pasto, club con el que actuó hasta final del 2021.

## Selección nacional
El técnico Eduardo Lara lo llevó a la selección colombiana con diecisiete años para disputar el Mundial sub-17 de 2003, en Finlandia, donde logró el cuarto lugar y ganó la bota de plata del campeonato con cinco goles.

## Clubes
| Club                   | País        | Año         |
| ---------------------- | ----------- | ----------- |
| Deportivo Pasto        | Colombia    | 2002-2004   |
| Deportes Quindío       | Colombia    | 2005        |
| Santa Fe               | Colombia    | 2006        |
| Deportivo Pasto        | Colombia    | 2006-2007   |
| Real Sporting de Gijón | España      | 2008        |
| Independiente Medellín | Colombia    | 2008-2009   |
| Deportivo Pasto        | Colombia    | 2009        |
| Santa Fe               | Colombia    | 2010        |
| Deportivo Pasto        | Colombia    | 2010-2012   |
| Club Guaraní           | Paraguay    | 2012        |
| Atlético Bucaramanga   | Colombia    | 2013        |
| Lobos de la BUAP       | México      | 2014        |
| Club Real Potosí       | Bolivia     | 2015        |
| Sonsonate F. C.        | El Salvador | 2016        |
| Deportivo Pasto        | Colombia    | 2019 - 2023 |

## Palmarés

### Campeonatos nacionales
| Título    | Club            | País     | Año  |
| --------- | --------------- | -------- | ---- |
| Primera B | Deportivo Pasto | Colombia | 2011 |

### Distinciones individuales
| Distinción                                        | Año  |
| ------------------------------------------------- | ---- |
| Bota de plata de la Copa Mundial de Fútbol Sub-17 | 2003 |